# Josh Carmichael
Joshua Lewis A. Carmichael (Poole, Anglia, 1994. szeptember 27. –) skót labdarúgó.

## Pályafutása
Carmichael tízévesen került az Bournemouth akadémiájára. 2011 nyarán, 16 évesen kétéves ifiszerződést kapott a klubtól. A felnőtt csapatban 2011. szeptember 17-én, egy Exeter City elleni bajnokin kapott lehetőséget, amikor csereként váltotta Nathan Byrne-t. Kezdőként 2012. október 2-án játszhatott először, egy Crawley Town ellen 3-1-re elveszített találkozón.

## Külső hivatkozások
- Josh Carmichael pályafutásának statisztikái a Soccerbase oldalon (angolul)

- Válogatottbeli statisztikái